# بيلي بيرسلاو
بيلي بيرسلاو (بالفرنسية: Billy-Berclau)‏ هي بلدية تقع في إقليم باد كاليه من منطقة نور با دو كاليه في شمال فرنسا. تبلغ مساحة هذه المدينة 7.41 (كم²)، وترتفع عن سطح البحر 24 م، يبلغ عدد سكانها 4324 نسمة حسب إحصاء المعهد الوطني للإحصاء والدراسات الاقتصادية سنة 2009 م. وترأس Daniel Delcroix البلدية خلال فترة (2008-2014).

## أعلام
- برنارد كارون